# Прапор Ходорівців
Прапор Ходорівців — офіційний символ села Ходорівці Кам'янець-Подільського району Хмельницької області, затверджений рішенням №10 XXVI сесії сільської ради VII скликання від 15 червня 2018 року. Авторами прапора є В.М.Напиткін та К.М.Богатов.

## Опис
На квадратному червоному полотнищі жовте коло з червоним трипільським візерунком із безконечників.